# San Antonio Sinicahua
San Antonio Sinicahua è un comune del Messico, situato nello stato di Oaxaca.